# Хотів: з давніх давен і до сьогодення (книга)
Хотів : з давніх давен і до сьогодення — краєзнавча книга за редакцією В. К. Хільчевського. Її авторами є Безпечний М. Г., Хільчевський В. К., Лупеха Л. М., Кісіль І. М.. У виданні викладено краєзнавчі дослідження про село Хотів Обухівського району Київської області, яке розташоване поблизу південно-західних околиць Києва. До 1924 року — було центром Хотівської волості Київського повіту Київської губернії.
Вміщено дані про природні умови — ґрунти, ландшафти, кліматична характеристика, гідрографія. Наведено історичний нарис з давніх часів (скіфське городище VI—V століття до н. е.), часів польсько-литовської доби та російської імперії (приналежність села Києво-Печерській лаврі, Казенній палаті), радянського періоду і до часів незалежності України.
Наведено перелік жителів, які загинули в часи німецько-радянської війни 1941—1945 років.
Вміщено положення про герб Хотова, створений у 2006 році (автори герба — М. Г. Безпечний, В. К. Хільчевський).
Наведено інформацію про відомих земляків.
Книга ілюстрована рисунками і фотографіями.
Село Хотів Обухівського району Київської області безпосередньо межує з міською смугою Києва на його південно-західній околиці (Голосіївський район, Феофанія). Населення Хотова становить 4800 осіб. До Хотівської сільської ради входять також с. Кременище (370 осіб) та с. Круглик (330 осіб). Територія Хотівської сільради становить 2432,7 га.
Мальовнича горбисто-рівнинна територія Хотова, яка є частиною ландшафту Київського плато, порізана ярами і балками. На угіддях — суглинкові сіроземи, а також дерново-підзолисті та супіщані ґрунти. Місцями до села підходить мішаний ліс (дуб, граб, береза, сосна). Хотів поділяється на дві частини струмком Віта (довжина 12,6 км), що впадає біля Пирогова у річку Віта, яка несе свої води у Дніпро. Є два ставки.
Перші стаціонарні поселення на території сучасного села з'явилися близько VI—V століть до н. е. Про це свідчить досліджене у 1965—1968 роках науковцями Інституту археології НАН України скіфське городище, розташоване на високому плато між Хотовом і Феофанією.
Перша задокументована згадка про с. Хотів, яку вдалося віднайти на даний час, датується 1465 роком. Тому його можна вважати роком заснування села. В цей рік Київський князь Семен Олелькович «пожаловал» село боярину Юрію Борисовичу. Пізніше (XVI—XVIII ст.) Хотів став належати Києво-Печерській лаврі (близько двохсот років), у XIX столітті — підпорядковувався Казенній палаті. З другої половини XIX століття і до 20-х років XX століття Хотів був центром Хотівської волості. З 1924 року село є центром Хотівської сільської ради.
У XX столітті історія Хотова є нерозривною з історією України та колишнього СРСР. Розвиток села після Жовтневої соціалістичної революції (1917 р.), створення колгоспу, німецько-радянська війна (1941—1945 років), на якій загинуло понад 200 жителів села, важкі повоєнні роки, становлення економіки в другій половині XX століття — утворення радгоспу, розпад Радянського Союзу, проголошення незалежності України 24 серпня 1991 року — найважливіші віхи недавнього часу, які довелося пережити хотівчанам разом з українським народом.
У 1989 році став хотівчанином Л. Г. Лук'яненко — один з авторів декларації про державний суверенітет України, Герой України.
Часи незалежності держави — це курс на ринкову економіку, вибори депутатів в органи самоврядування на конкурентній основі, пряме обрання сільського голови жителями села, розпаювання земель колишнього колективного сільгосппідприємства «Хотівський». Таким непростим є сьогодення, яке вимагає від людей більшої самостійності в їх діяльності, віри в свої сили, дотримання правових і моральних норм.
Авторами використовувалися матеріали Національної бібліотеки України імені В. І. Вернадського, державного архіву Київської області та архівного відділу Києво-Святошинської райдержадміністрації, архівні матеріали Хотівської сільської ради, сільськогосподарського ТОВ «Агрокомбінат „Хотівський“», Хотівського навчально-виховного комплексу «загальноосвітня школа I—III ступенів — гімназія», сімейні фотоархіви хотівчан.